# Список наград и номинаций мультфильма «Головоломка»
«Головоло́мка» (англ. Inside Out) — американский компьютерно-анимационный комедийно-драматический фильм о истории взросления 2015 года, созданный студией Pixar Animation Studios и распространяемый компанией Walt Disney Studios Motion Pictures. Режиссёром выступил Пит Доктер, а сценаристами — Доктер, Мег Лефов и Джош Кули. В озвучивании мультфильма приняли участие актёры Эми Полер, Филлис Смит, Ричард Кайнд, Билл Хейдер, Льюис Блэк, Минди Калинг, Кейтлин Диас и другие. Основной сюжет картины разворачивается в голове 11-летней девочки Райли, чьим поведением управляют пять базовых эмоций — Радость, Печаль, Страх, Гнев и Брезгливость. Райли переживает переезд в Сан-Франциско, что приводит к разногласиям эмоций, из-за чего Радость и Печаль случайно оказываются за пределами сознания.
Мировая премьера мультфильма «Головоломка» состоялась 18 мая 2015 года на 68-м Каннском кинофестивале, а 19 июня он был выпущен в прокат в США. Бюджет мультфильма составил 175 млн долларов США, при этом он собрал $ 858,8 млн, заняв 7-е место среди самых кассовых фильмов 2015 года. На сайте-агрегаторе рецензий Rotten Tomatoes мультфильм имеет рейтинг одобрения 98 % на основе 384 отзывов со средней оценкой 8,9/10. Сайт-агрегатор Metacritic присвоил мультфильму 94 балла из 100 на основе 55 отзывов, что соответствует критерию «всеобщее признание». Зрители, опрошенные CinemaScore, поставили фильму среднюю оценку «A» по шкале от «A+» до «F».
Мультфильм, его режиссёр, сценаристы и актёры озвучивания были удостоены множества наград и номинаций. На 88-й церемонии вручения премии «Оскар» Пит Доктер и продюсер Джонас Ривера победили в категории «Лучший анимационный полнометражный фильм». На 43-й церемонии вручения премии «Энни», картина одержала верх в десяти категориях из четырнадцати, включая «Лучший анимационный полнометражный фильм», «Лучшая режиссура в анимационном полнометражном фильме» и «Лучший сценарий в анимационном полнометражном фильме». К тому же, Национальный совет кинокритиков США и Американский институт киноискусства включили данный фильм в топ-10 лучших фильмов года.

## Награды и номинации
| Награда                                                     | Дата церемонии вручения | Категория | Получатель(-и)                                                                            | Результат     | Источ.               |
| ----------------------------------------------------------- | ----------------------- | --- | ----------------------------------------------------------------------------------------- | ------------- | -------------------- |
| «Золотой трейлер»                                           | 6 мая 2015              | «Лучший анимационный / семейный трейлер»                                                                       | «Journey – RUS» (Trailer Park, Inc.)                                                      | Номинация     | [ 17 ] [ 18 ]        |
| «Золотой трейлер»                                           | 6 мая 2015              | «Лучший анимационный / семейный постер»                                                                        | «First Day» (Trailer Park, Inc.)                                                          | Номинация     | [ 17 ] [ 18 ]        |
| «Золотой трейлер»                                           | 4 мая 2016              | «Лучший анимационный / семейный трейлер»                                                                       | «SW Trailer3 Reaction Video» (Trailer Park, Inc.)                                         | Номинация     | [ 19 ] [ 20 ]        |
| «Золотой трейлер»                                           | 4 мая 2016              | «Лучший анимационный / семейный телевизионный ролик»                                                           | «Dad Mom» (Trailer Park, Inc.)                                                            | Номинация     | [ 19 ] [ 20 ]        |
| «Золотой трейлер»                                           | 4 мая 2016              | «Лучшие радиоролики»                                                                                           | «Worlds Radio» (Trailer Park, Inc.)                                                       | Номинация     | [ 19 ] [ 20 ]        |
| «Золотой трейлер»                                           | 4 мая 2016              | «Лучшие радиоролики»                                                                                           | «AA Radio» (Trailer Park, Inc.)                                                           | Номинация     | [ 19 ] [ 20 ]        |
| «Золотой трейлер»                                           | 4 мая 2016              | «Самая инновационная реклама художественного фильма»                                                           | «SW Trailer3 Reaction Video» (Trailer Park, Inc.)                                         | Номинация     | [ 19 ] [ 20 ]        |
| Награда международного кинофестиваля в Сиэтле               | 7 июня 2015             | Премия «Золотая космическая игла» в подкатегории «Лучший фильм»                                                | Пит Доктер                                                                                | Первое место  | [ 21 ]               |
| Teen Choice Awards                                          | 16 августа 2015         | «Выбор летнего фильма»                                                                                         | «Головоломка»                                                                             | Номинация     | [ 22 ]               |
| Teen Choice Awards                                          | 16 августа 2015         | «Выбор женской звезды летнего кино»                                                                            | Эми Полер                                                                                 | Номинация     | [ 22 ]               |
| Teen Choice Awards                                          | 16 августа 2015         | «Выбор: Hissy Fit»                                                                                             | Льюис Блэк                                                                                | Номинация     | [ 22 ]               |
| Премия «Мировой саундтрек»                                  | 24 октября 2015         | «Кинокомпозитор года»                                                                                          | Майкл Джаккино                                                                            | Победа        | [ 24 ]               |
| Награда Голливудского кинофестиваля                         | 1 ноября 2015           | «Анимация года»                                                                                                | Пит Доктер                                                                                | Победа        | [ 25 ]               |
| Hollywood Music in Media Awards                             | 11 ноября 2015          | «Лучшая оригинальная музыка в анимационном фильме»                                                             | Майкл Джаккино                                                                            | Номинация     | [ 26 ] [ 27 ]        |
| Детская премия Британской академии                          | 22 ноября 2015          | «Выбор фильма детьми»                                                                                          | «Головоломка»                                                                             | Номинация     | [ 28 ] [ 29 ] [ 30 ] |
| Детская премия Британской академии                          | 22 ноября 2015          | «Художественный фильм»                                                                                         | Ронни дель Кармен, Пит Доктер и Джонас Ривера                                             | Номинация     | [ 28 ] [ 29 ] [ 30 ] |
| Награда Национального совета кинокритиков США               | 1 декабря 2015          | «Десять лучших фильмов»                                                                                        | «Головоломка»                                                                             | Победа        | [ 31 ]               |
| Награда Национального совета кинокритиков США               | 1 декабря 2015          | «Лучший анимационный фильм»                                                                                    | «Головоломка»                                                                             | Победа        | [ 31 ]               |
| Награда сообщества кинокритиков Нью-Йорка                   | 2 декабря 2015          | «Лучший анимационный фильм»                                                                                    | «Головоломка»                                                                             | Победа        | [ 32 ]               |
| Премия Ассоциации кинокритиков Лос-Анджелеса                | 6 декабря 2015          | «Лучший анимационный полнометражный фильм»                                                                     | «Головоломка»                                                                             | Второе место  | [ 33 ]               |
| Награды Общества онлайн-кинокритиков Нью-Йорка              | 6 декабря 2015          | «Лучший анимационный полнометражный фильм»                                                                     | «Головоломка»                                                                             | Победа        | [ 34 ]               |
| Награда Общества кинокритиков Бостона                       | 7 декабря 2015          | «Лучший анимационный фильм»                                                                                    | «Головоломка»                                                                             | Победа        | [ 35 ]               |
| Награды Ассоциации кинокритиков Вашингтона                  | 7 декабря 2015          | «Лучший анимационный полнометражный фильм»                                                                     | «Головоломка»                                                                             | Победа        | [ 36 ]               |
| Награды Ассоциации кинокритиков Вашингтона                  | 7 декабря 2015          | «Лучший оригинальный сценарий»                                                                                 | Кули Джош, Ронни дель Кармен, Пит Доктер и Мег Лефов                                      | Победа        | [ 36 ]               |
| Награды кинокритиков Сан-Франциско                          | 13 декабря 2015         | «Лучший анимационный полнометражный фильм»                                                                     | «Головоломка»                                                                             | Номинация     | [ 37 ]               |
| Награды Ассоциации кинокритиков Далласа и Форт-Уэрта        | 14 декабря 2015         | «Лучший анимационный фильм»                                                                                    | «Головоломка»                                                                             | Победа        | [ 37 ]               |
| Награды Общества кинокритиков Детройта                      | 14 декабря 2015         | «Лучший фильм»                                                                                                 | «Головоломка»                                                                             | Номинация     | [ 37 ]               |
| Награды Общества кинокритиков Детройта                      | 14 декабря 2015         | «Лучший ансамбль»                                                                                              | «Головоломка»                                                                             | Номинация     | [ 37 ]               |
| Награды Общества кинокритиков Детройта                      | 14 декабря 2015         | «Лучший сценарий»                                                                                              | Кули Джош, Пит Доктер и Мег Лефов                                                         | Номинация     | [ 37 ]               |
| Награды Общества онлайн-кинокритиков                        | 14 декабря 2015         | «Лучший полнометражный фильм»                                                                                  | «Головоломка»                                                                             | Номинация     | [ 38 ] [ 39 ]        |
| Награды Общества онлайн-кинокритиков                        | 14 декабря 2015         | «Лучший анимационный фильм»                                                                                    | «Головоломка»                                                                             | Победа        | [ 38 ] [ 39 ]        |
| Награды Общества онлайн-кинокритиков                        | 14 декабря 2015         | «Лучший оригинальный сценарий»                                                                                 | Ронни дель Кармен, Кули Джош, Пит Доктер и Мег Лефов                                      | Номинация     | [ 38 ] [ 39 ]        |
| Награды Общества кинокритиков Сан-Диего                     | 14 декабря 2015         | «Лучший анимационный фильм»                                                                                    | «Головоломка»                                                                             | Номинация     | [ 37 ]               |
| Награды Общества кинокритиков Сан-Диего                     | 14 декабря 2015         | «Лучшее выступление ансамбля»                                                                                  | «Головоломка»                                                                             | Номинация     | [ 37 ]               |
| Награда Ассоциации кинокритиков Торонто                     | 14 декабря 2015         | «Лучший анимационный фильм»                                                                                    | «Головоломка»                                                                             | Номинация     | [ 37 ]               |
| Опрос Village Voice Film                                    | 15 декабря 2015         | «Лучший фильм»                                                                                                 | «Головоломка»                                                                             | Восьмое место | [ 40 ]               |
| Опрос Village Voice Film                                    | 15 декабря 2015         | «Лучший анимационный полнометражный фильм»                                                                     | «Головоломка»                                                                             | Победа        | [ 40 ]               |
| Награда Американского института киноискусства               | 16 декабря 2015         | «Топ-10 лучших фильмов года»                                                                                   | «Головоломка»                                                                             | Победа        | [ 41 ]               |
| Награды Ассоциации кинокритиков Чикаго                      | 16 декабря 2015         | «Лучший фильм»                                                                                                 | «Головоломка»                                                                             | Номинация     | [ 42 ] [ 43 ]        |
| Награды Ассоциации кинокритиков Чикаго                      | 16 декабря 2015         | «Лучший анимационный фильм»                                                                                    | «Головоломка»                                                                             | Победа        | [ 42 ] [ 43 ]        |
| Награды Ассоциации кинокритиков Чикаго                      | 16 декабря 2015         | «Лучший оригинальный сценарий»                                                                                 | Кули Джош, Пит Доктер и Мег Лефов                                                         | Номинация     | [ 42 ] [ 43 ]        |
| Награды Ассоциации кинокритиков Чикаго                      | 16 декабря 2015         | «Лучшая оригинальная музыка»                                                                                   | Майкл Джаккино                                                                            | Номинация     | [ 42 ] [ 43 ]        |
| Награды Ассоциации кинокритиков-женщин                      | 18 декабря 2015         | «Лучший семейный фильм»                                                                                        | «Головоломка»                                                                             | Победа        | [ 44 ]               |
| Награды Ассоциации кинокритиков-женщин                      | 18 декабря 2015         | «Лучшая анимация женского персонажа»                                                                           | Эми Полер                                                                                 | Победа        | [ 44 ]               |
| Награды Ассоциации кинокритиков Сент-Луиса                  | 20 декабря 2015         | «Лучший фильм»                                                                                                 | «Головоломка»                                                                             | Второе место  | [ 45 ] [ 46 ]        |
| Награды Ассоциации кинокритиков Сент-Луиса                  | 20 декабря 2015         | «Лучший анимационный полнометражный фильм»                                                                     | «Головоломка»                                                                             | Победа        | [ 45 ] [ 46 ]        |
| Награды Ассоциации кинокритиков Сент-Луиса                  | 20 декабря 2015         | «Лучший комедийный фильм»                                                                                      | «Головоломка»                                                                             | Номинация     | [ 45 ] [ 46 ]        |
| Награды Ассоциации кинокритиков Сент-Луиса                  | 20 декабря 2015         | «Лучший сценарий»                                                                                              | Кули Джош, Пит Доктер и Мег Лефов                                                         | Номинация     | [ 45 ] [ 46 ]        |
| Награды Ассоциации кинокритиков Сент-Луиса                  | 20 декабря 2015         | «Лучшая музыка»                                                                                                | Майкл Джаккино                                                                            | Второе место  | [ 45 ] [ 46 ]        |
| Награды кинокритиков Дублина                                | 22 декабря 2015         | «Лучший фильм»                                                                                                 | «Головоломка»                                                                             | Победа        | [ 47 ]               |
| Награды кинокритиков Флориды                                | 23 декабря 2015         | «Лучший анимационный фильм»                                                                                    | «Головоломка»                                                                             | Победа        | [ 37 ]               |
| Награды кинокритиков Флориды                                | 23 декабря 2015         | «Лучший сценарий»                                                                                              | Кули Джош, Пит Доктер и Мег Лефов                                                         | Номинация     | [ 37 ]               |
| Награды Ассоциации кинокритиков Остина                      | 29 декабря 2015         | «Топ-10 фильмов»                                                                                               | «Головоломка»                                                                             | Шестое место  | [ 48 ] [ 49 ]        |
| Награды Ассоциации кинокритиков Остина                      | 29 декабря 2015         | «Лучший анимационный фильм»                                                                                    | «Головоломка»                                                                             | Победа        | [ 48 ] [ 49 ]        |
| Награды Ассоциации кинокритиков Остина                      | 29 декабря 2015         | «Лучший оригинальный сценарий»                                                                                 | Кули Джош, Пит Доктер и Мег Лефов                                                         | Победа        | [ 48 ] [ 49 ]        |
| Награды Ассоциации кинокритиков Остина                      | 29 декабря 2015         | «Лучшая музыка»                                                                                                | Майкл Джаккино                                                                            | Номинация     | [ 48 ] [ 49 ]        |
| Награды Голливудского международного кинофестиваля на Капри | 2 января 2016           | «Лучший анимационный фильм»                                                                                    | «Головоломка»                                                                             | Победа        | [ 50 ]               |
| People’s Choice Awards                                      | 6 января 2016           | «Любимый фильм»                                                                                                | «Головоломка»                                                                             | Номинация     | [ 51 ]               |
| People’s Choice Awards                                      | 6 января 2016           | «Любимый семейный фильм»                                                                                       | «Головоломка»                                                                             | Номинация     | [ 51 ]               |
| People’s Choice Awards                                      | 6 января 2016           | «Любимый голос анимационного фильма»                                                                           | Эми Полер                                                                                 | Номинация     | [ 51 ]               |
| Награды Ассоциации кинокритиков штата Джорджия              | 8 января 2016           | «Лучший фильм»                                                                                                 | «Головоломка»                                                                             | Номинация     | [ 37 ]               |
| Награды Ассоциации кинокритиков штата Джорджия              | 8 января 2016           | «Лучший анимационный фильм»                                                                                    | «Головоломка»                                                                             | Победа        | [ 37 ]               |
| Награды Ассоциации кинокритиков штата Джорджия              | 8 января 2016           | «Лучший оригинальный сценарий»                                                                                 | Пит Доктер, Мег Лефов и Кули Джош                                                         | Победа        | [ 37 ]               |
| Награды Общества кинокритиков Хьюстона                      | 9 января 2015           | «Лучший фильм»                                                                                                 | «Головоломка»                                                                             | Номинация     | [ 52 ] [ 53 ]        |
| Награды Общества кинокритиков Хьюстона                      | 9 января 2015           | «Лучший анимационный полнометражный фильм»                                                                     | «Головоломка»                                                                             | Победа        | [ 52 ] [ 53 ]        |
| Награды Общества кинокритиков Хьюстона                      | 9 января 2015           | «Лучшая оригинальная музыка»                                                                                   | Майкл Джаккино                                                                            | Номинация     | [ 52 ] [ 53 ]        |
| «Золотой глобус»                                            | 10 января 2016          | «Лучший анимационный полнометражный фильм»                                                                     | «Головоломка»                                                                             | Победа        | [ 54 ]               |
| Премия Альянса женщин-киножурналистов                       | 12 января 2016          | «Лучший анимационный фильм»                                                                                    | «Головоломка»                                                                             | Победа        | [ 55 ] [ 56 ]        |
| Премия Альянса женщин-киножурналистов                       | 12 января 2016          | «Лучший оригинальный сценарий»                                                                                 | Ронни дель Кармен, Кули Джош, Пит Доктер и Мег Лефов                                      | Номинация     | [ 55 ] [ 56 ]        |
| «Выбор критиков»                                            | 17 января 2016          | «Лучший анимационный полнометражный фильм»                                                                     | «Головоломка»                                                                             | Победа        | [ 57 ]               |
| «Выбор критиков»                                            | 17 января 2016          | «Лучшая комедия»                                                                                               | «Головоломка»                                                                             | Номинация     | [ 57 ]               |
| «Выбор критиков»                                            | 17 января 2016          | «Лучший сценарий»                                                                                              | Кули Джош, Пит Доктер и Мег Лефов                                                         | Номинация     | [ 57 ]               |
| Премия Лондонской ассоциации кинокритиков                   | 17 января 2016          | «Фильм года»                                                                                                   | «Головоломка»                                                                             | Номинация     | [ 58 ] [ 59 ]        |
| Награды Artios                                              | 21 января 2016          | «Анимация» | Натали Лайон и Кевин Рехе                                                                 | Победа        | [ 60 ]               |
| Премия Гильдии продюсеров США                               | 23 января 2016          | «Лучший анимационный фильм»                                                                                    | Джонас Ривера                                                                             | Победа        | [ 61 ]               |
| Премия Американской ассоциации монтажёров                   | 29 января 2016          | «Лучший монтаж анимационного полнометражного фильма»                                                           | Кевин Нолтинг                                                                             | Победа        | [ 62 ]               |
| Премия Общества специалистов по визуальным эффектам         | 2 февраля 2016          | «Лучшие визуальные эффекты в анимационном фильме»                                                              | Майкл Фонг, Пол Мендоза, Виктор Навоне и Джонас Ривера                                    | Номинация     | [ 63 ]               |
| Премия Общества специалистов по визуальным эффектам         | 2 февраля 2016          | «Лучший анимационный персонаж в анимационном фильме»                                                           | Алексис Ангелидис, Таня Крампферт, Шон Краузе и Джейкоб Меррелл                           | Победа        | [ 63 ]               |
| Премия Общества специалистов по визуальным эффектам         | 2 февраля 2016          | «Лучшая созданная среда в анимационном фильме»                                                                 | Эми Л. Аллен, Эрик Андраос, Стив Карски и Хосе Л. Рамос Серрано (за «Остров воображения») | Номинация     | [ 63 ]               |
| Премия Общества специалистов по визуальным эффектам         | 2 февраля 2016          | «Лучшие эффекты симуляции в анимационном фильме»                                                               | Амит Баадкар, Дэйв Хейл, Винсент Серрителла и Пол Мендоза                                 | Номинация     | [ 63 ]               |
| Награды Киногида                                            | 5 февраля 2016          | «Лучший фильм для семьи»                                                                                       | «Головоломка»                                                                             | Номинация     | [ 64 ] [ 65 ]        |
| Премия NAACP Image                                          | 5 февраля 2016          | «Лучший сценарий к фильму»                                                                                     | Кули Джош, Пит Доктер и Мег Лефов                                                         | Номинация     | [ 66 ]               |
| «Энни»                                                      | 6 февраля 2016          | «Лучший анимационный полнометражный фильм»                                                                     | «Головоломка»                                                                             | Победа        | [ 67 ]               |
| «Энни»                                                      | 6 февраля 2016          | «Лучшие анимационные эффекты в анимационной постановке»                                                        | Амит Баадкар, Дэйв Хейл, Пол Мендоза и Винсент Серрителла                                 | Номинация     | [ 67 ]               |
| «Энни»                                                      | 6 февраля 2016          | «Лучшая анимация персонажей в полнометражном фильме»                                                           | Элисон Рутланд                                                                            | Победа        | [ 67 ]               |
| «Энни»                                                      | 6 февраля 2016          | «Лучшая анимация персонажей в полнометражном фильме»                                                           | Трэвис Хатауэй                                                                            | Номинация     | [ 67 ]               |
| «Энни»                                                      | 6 февраля 2016          | «Лучший дизайн персонажей в полнометражном фильме»                                                             | Альберт Лосано и Крис Сасаки                                                              | Победа        | [ 67 ]               |
| «Энни»                                                      | 6 февраля 2016          | «Лучшая режиссура в анимационном полнометражном фильме»                                                        | Пит Доктер                                                                                | Победа        | [ 67 ]               |
| «Энни»                                                      | 6 февраля 2016          | «Лучший монтаж в полнометражном фильме»                                                                        | Кевин Нолтинг                                                                             | Победа        | [ 67 ]               |
| «Энни»                                                      | 6 февраля 2016          | «Лучшая музыка в анимационном полнометражном фильме»                                                           | Майкл Джаккино                                                                            | Победа        | [ 67 ]               |
| «Энни»                                                      | 6 февраля 2016          | «Лучший производственный дизайн в анимационном фильме»                                                         | Ральф Эгглстон                                                                            | Победа        | [ 67 ]               |
| «Энни»                                                      | 6 февраля 2016          | «Лучшая раскадровка в анимационном полнометражном фильме»                                                      | Тони Розенаст                                                                             | Победа        | [ 67 ]               |
| «Энни»                                                      | 6 февраля 2016          | «Лучшая раскадровка в анимационном полнометражном фильме»                                                      | Доми Ши                                                                                   | Номинация     | [ 67 ]               |
| «Энни»                                                      | 6 февраля 2016          | «Лучший сценарий в анимационном полнометражном фильме»                                                         | Кули Джош, Пит Доктер и Мег Лефов                                                         | Победа        | [ 67 ]               |
| «Энни»                                                      | 6 февраля 2016          | «Лучшая озвучка в анимационном полнометражном фильме»                                                          | Эми Полер                                                                                 | Номинация     | [ 67 ]               |
| «Энни»                                                      | 6 февраля 2016          | «Лучшая озвучка в анимационном полнометражном фильме»                                                          | Филлис Смит                                                                               | Победа        | [ 67 ]               |
| «Роберт»                                                    | 7 февраля 2016          | «Лучший американский фильм»                                                                                    | «Головоломка»                                                                             | Номинация     | [ 68 ]               |
| Премия AARP «Фильмы для взрослых»                           | 8 февраля 2016          | «Лучший фильм для взрослых, которые отказываются взрослеть»                                                    | «Головоломка»                                                                             | Победа        | [ 69 ]               |
| Награды за креативное искусство 3D                          | 10 февраля 2016         | «Лучший анимационный полнометражный фильм»                                                                     | «Головоломка»                                                                             | Победа        | [ 70 ]               |
| Награды за креативное искусство 3D                          | 10 февраля 2016         | «Лучший анимационный стереоскопический полнометражный фильм»                                                   | «Головоломка»                                                                             | Победа        | [ 70 ]               |
| BAFTA                                                       | 14 февраля 2016         | «Лучший анимационный фильм»                                                                                    | Пит Доктер                                                                                | Победа        | [ 71 ]               |
| BAFTA                                                       | 14 февраля 2016         | «Лучший оригинальный сценарий»                                                                                 | Кули Джош, Пит Доктер и Мег Лефов                                                         | Номинация     | [ 71 ]               |
| Награды Международной ассоциации музыкальных кинокритиков   | 18 февраля 2016         | «Лучшая оригинальная партитура к анимационному фильму»                                                         | Майкл Джаккино                                                                            | Победа        | [ 72 ]               |
| Награды Общества киноакустики                               | 20 февраля 2016         | «Лучшее микширование звука в анимационном фильме»                                                              | Джоэл Иватаки, Том Джонсон, Мэри Джо Лэнг, Док Кейн и Майкл Семаник                       | Победа        | [ 73 ]               |
| Награды Международного общества синефилов                   | 21 февраля 2016         | «Лучший фильм»                                                                                                 | «Головоломка»                                                                             | Номинация     | [ 74 ]               |
| Награды Международного общества синефилов                   | 21 февраля 2016         | «Лучший анимационный фильм»                                                                                    | «Головоломка»                                                                             | Победа        | [ 74 ]               |
| Награды Международного общества синефилов                   | 21 февраля 2016         | «Лучший оригинальный сценарий»                                                                                 | Пит Доктер, Мег Лефов, Кули Джош и Ронни дель Кармен                                      | Номинация     | [ 74 ]               |
| «Спутник»                                                   | 21 февраля 2016         | «Лучший анимационный фильм»                                                                                    | «Головоломка»                                                                             | Победа        | [ 75 ] [ 76 ]        |
| «Спутник»                                                   | 21 февраля 2016         | «Лучший звук»                                                                                                  | «Головоломка»                                                                             | Номинация     | [ 75 ] [ 76 ]        |
| «Спутник»                                                   | 21 февраля 2016         | «Лучший оригинальный сценарий»                                                                                 | Кули Джош, Пит Доктер и Мег Лефов                                                         | Номинация     | [ 75 ] [ 76 ]        |
| «Спутник»                                                   | 21 февраля 2016         | «Лучшая музыка к фильму»                                                                                       | Майкл Джаккино                                                                            | Номинация     | [ 75 ] [ 76 ]        |
| Golden Reel Awards                                          | 27 февраля 2016         | «Лучшее редактирование звука — звуковые эффекты, фоули, диалог и ADR для анимационного художественного фильма» | Рен Клайс и Шеннон Миллс                                                                  | Победа        | [ 77 ]               |
| «Оскар»                                                     | 28 февраля 2016         | «Лучший анимационный полнометражный фильм»                                                                     | Пит Доктер и Джонас Ривера                                                                | Победа        | [ 78 ]               |
| «Оскар»                                                     | 28 февраля 2016         | «Лучший оригинальный сценарий»                                                                                 | Пит Доктер, Мег Лефов, Кули Джош и Ронни дель Кармен                                      | Номинация     | [ 78 ]               |
| «Бодиль»                                                    | 5 марта 2016            | «Лучший американский фильм»                                                                                    | «Головоломка»                                                                             | Номинация     | [ 79 ]               |
| Nickelodeon Kids' Choice Awards                             | 12 марта 2016           | «Любимый анимационный фильм»                                                                                   | «Головоломка»                                                                             | Номинация     | [ 80 ]               |
| Nickelodeon Kids' Choice Awards                             | 12 марта 2016           | «Любимый голос из анимационного фильма»                                                                        | Эми Полер                                                                                 | Победа        | [ 80 ]               |
| «Молодой актёр»                                             | 13 марта 2016           | «Лучшее исполнение роли молодой актрисы (12-21 лет) за кадром»                                                 | Кейтлин Диас                                                                              | Победа        | [ 81 ]               |
| «Империя»                                                   | 20 марта 2016           | «Лучший анимационный фильм»                                                                                    | «Головоломка»                                                                             | Победа        | [ 82 ]               |
| «Империя»                                                   | 20 марта 2016           | «Лучший комедийный фильм»                                                                                      | «Головоломка»                                                                             | Номинация     | [ 82 ]               |
| MTV Movie & TV Awards                                       | 10 апреля 2016          | «Лучшее виртуальное выступление»                                                                               | Эми Полер                                                                                 | Победа        | [ 83 ]               |
| Премия Давида ди Донателло                                  | 18 апреля 2016          | «Лучший иностранный фильм»                                                                                     | «Головоломка»                                                                             | Номинация     | [ 84 ]               |
| «Небьюла»                                                   | 14 мая 2016             | Премия Рэя Брэдбери                                                                                            | Пит Доктер, Мег Лефов, Кули Джош и Ронни дель Кармен                                      | Номинация     | [ 85 ]               |
| «Сатурн»                                                    | 22 июня 2016            | «Лучший анимационный фильм»                                                                                    | «Головоломка»                                                                             | Победа        | [ 86 ]               |

## Комментарии
1. ↑  Даты вручения наград и проставления номинаций указаны в хронологическом порядке.
2. ↑  Также за фильмы «Планета обезьян: Революция» (2014), «Восхождение Юпитер» (2015), «Мир юрского периода» (2015) и «Земля будущего» (2015)[23].
3. 1 2  Эта премия не имеет одного победителя, а присуждается нескольким фильмам.
4. ↑  В паре с фильмом «Аномализа» (2015).
5. ↑  В паре с фильмом «Из машины» (2015).